# Sós Júlia
| Sós Júlia                                 | Sós Júlia                                                                                |
| Kattints az alábbi külső linkek egyikére! | Kattints az alábbi külső linkek egyikére!                                                |
| ----------------------------------------- | ---------------------------------------------------------------------------------------- |
| Nem található szabad kép.(?)              |                                                                                          |
| külső link · jogvédett                    | Madai Györgyi: Képzelt interjú. Kériné Sós Júliával. Taní-tani Online. 2013. október 27. |

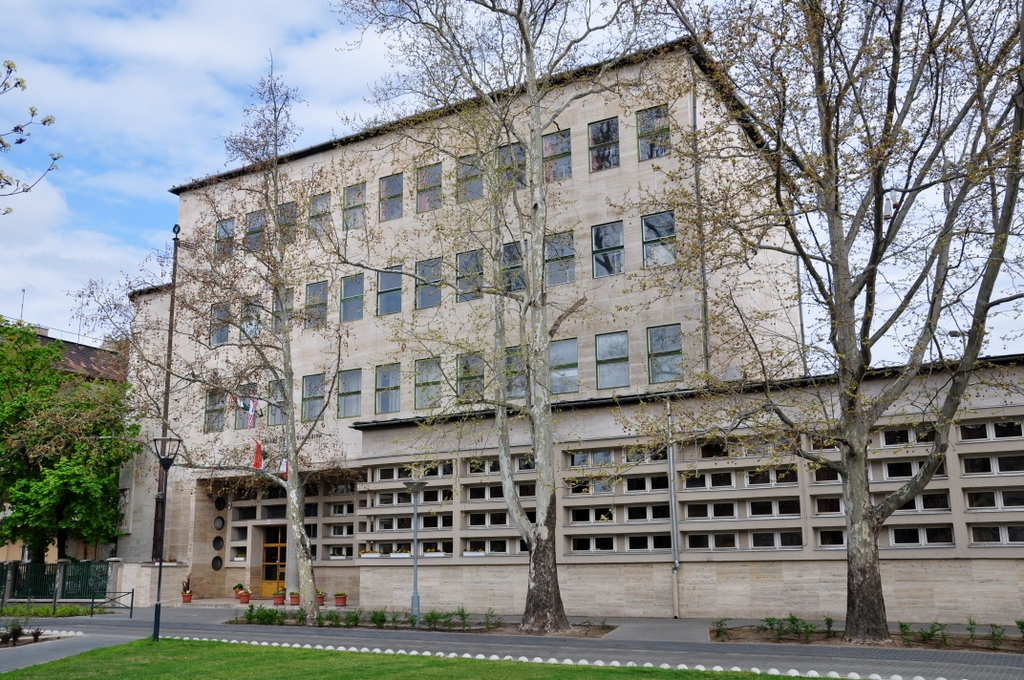
1963-1967 között az Óbudai Árpád Gimnáziumban a művészettörténet tanára volt

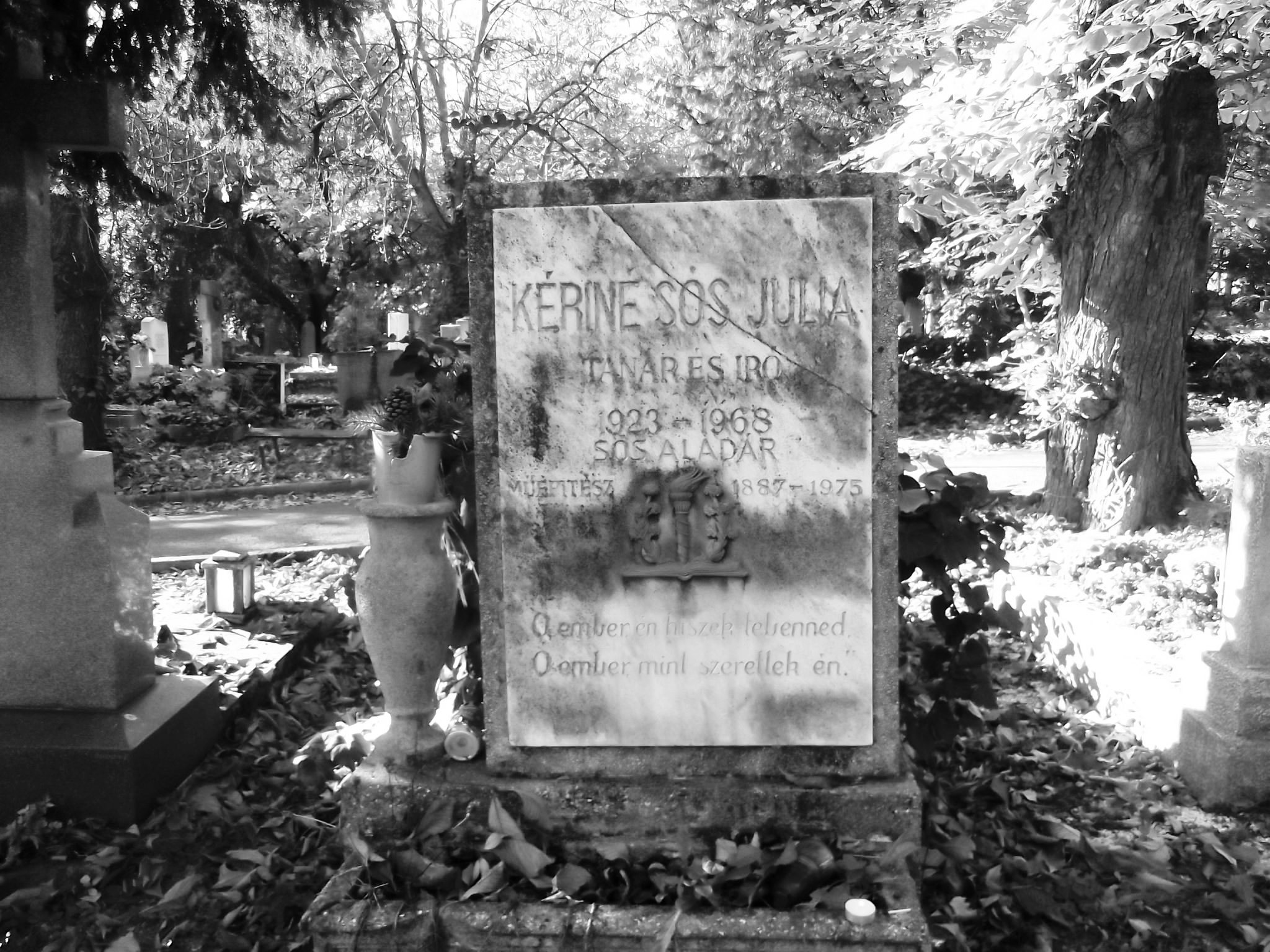
Sírja a Farkasréti temetőben

Sós Júlia (Budapest, 1923. október 30. – Budapest, 1968. június 23.) magyar pedagógus, szociológus, író.

## Szakmai életútja
Sós Aladár (1887–1945) építész és Scheiber Borbála (1894–1954) lányaként született. A ELTE Bölcsészettudományi Karán tanári és bölcsészdoktori oklevelet szerzett. Egyetemi hallgatóként 1943-ban kapcsolatba került a Györffy-kollégistákkal. 1944-től részt vett az antifasiszta illegális mozgalomban. 1945 után a Népi Kollégiumok Országos Szövetsége (NÉKOSZ) ELTE Apáczai Csere János Gyakorló Gimnázium és Kollégium iskolai kollégiumának tanára. 1949–51-ben az Oleg Kosejov Szovjet-ösztöndíjas Iskolában, 1951-től több fővárosi gimnáziumban tanított. 1956 után volt bátorsága Göncz Árpádnak és társainak ételt, bátorító híreket vinni a börtönbe, jeles fővárosi iskolák legendás irodalomtanára, a hatvanas évek elején az első nevelésszociológiai kutatások fűződnek nevéhez – tanárok, diákok életmódjáról. 1963-ban az Árpád Gimnáziumban a művészettörténet tanára. A tanítás mellett munkatársa volt 1966 szeptemberétől az MTA Szociológiai Kutatócsoportjának. Filozófiai, irodalomtörténeti, pedagógiai, szociológiai írásai 1946-tól folyóiratokban jelentek meg (Valóság, Pedagógiai Szemle, Új Írás, Köznevelés, Család és Iskola).
„A minőség sajátos garanciája számos esetben az, hogy a konszolidációval egyidőben még parkolópályán levő kiváló tudósok és gyakorlati szakemberek, adott esetben szakmájuktól elütő intézményekben, elvégeznek meghatározó, néha új korszakot nyitó kutatásokat és alapműveket publikálnak (pl. Kériné Sós Júlia)  A ’45 utáni ifjúsági, értelmiségi közéletben felnövekvő Kériné Sós Júlia az ’56-osok mentőangyala volt. Rajongott tanár − elsősorban az Árpád Gimnáziumban. Ő lesz az első kritikai oktatásszociológus. A tanárok életéről szóló munkája máig mintaadó és informatív.”  Első férje 1950-től Lázár György (1921–1978) neveléstudós volt, akitől 1954-ben elvált. Egy gyermekük született József. 1962-ben férjhez ment Kéri Józsefhez (1924–1985), akit az 1956-os forradalom leverése után börtönbüntetésre ítéltek és 1961-ben szabadult. 1956-ban Kéri József Győrben főügyész volt. Mivel 1957-ben nem volt hajlandó asszisztálni például a minden, még kommunista szempontból is ártatlan Földes Gábor meggyilkolásához, kegy-, majd szabadságvesztett lett.
A budapesti III. kerületi Árpád Gimnázium tanára, neves pedagógus, szociológus váratlanul elhunyt. Szeretett családján, barátain, diákjain, ismerősein kívül emlékét őrzik a könyvei, a nemrég megjelelt Diákévek, diáksorsok, vagy a kiadás előtt álló három tanárnemzedék portréját megrajzoló műve; a kutatásairól, okos, hasznos tapasztalatairól a Köznevelésben és más lapokban, folyóiratokban is gyakorta megjelent írásai. (...) Elmúlásával csöndes és szomorú lesz ősszel az óbudai Árpád Gimnázium: felejthetetlen tanár hiányzik majd a katedráról. Két évtizeden átnevelt diáknemzedékek sora gyászolja az áldozatos nevelőt, aki eget vívó elszánással küzdött minden gyermekért, ha küzdeni kellett.
Negyvennégy esztendős korában ragadta el a halál. Egy gyermekkori betokosodott tüdőgóc végzett vele.
Sírja a Farkasréti temetőben található (18/0/1/61).

## Legfontosabb publikációi
- Arany János. Budapest, 1949
- Szüleim világa. Egy szárnyaszegett nemzedék. Új Írás, 1965. 7. sz.
- Diákévek, diáksorsok. Budapest, 1968
- Tanárok élete és munkája (posztumusz)  Budapest, Akadémiai Kiadó, 1969